# لدرود
لدرود (به انگلیسی: Lledrod) یک منطقهٔ مسکونی در بریتانیا است که در Ceredigion واقع شده‌است. لدرود ۷۳۵ نفر جمعیت دارد.